# Rotor Programming
Rotor Programming (w skrócie Rotor) to nazwa kodowa Common Language Infrastructure, części Microsoft .NET. Rotor przeznaczony jest do pracy pod FreeBSD, Microsoft Windows i Mac OS X w zgodności ze standardami ECMA. Dodatkową jego zaletą jest to, że zawiera bardzo dokładną dokumentację i pełny kod źródłowy (ponad 1,3 mln linii) wystarczający, by stworzyć Framework .NET, kompilator C# i inne potrzebne narzędzia  programistyczne.